# 鎌田正彦
鎌田 正彦（かまた まさひこ 1959年6月22日 - ）は、日本の実業家。SBSホールディングス株式会社創業者・代表取締役社長。

## 概要
宮崎県延岡市生まれ。宮崎県立延岡高等学校を卒業後、1979年に佐川急便入社。8年間ドライバーとして勤務した後、1987年に佐川急便を退社し株式会社関東即配（SBSホールディングスの前身）を設立。１都３県の即日配送から始め、メーリングサービス、人材提供事業などで業務を拡大していき、2003年にジャスダック上場。翌年、雪印物流を買収し、2005年には東急電鉄系の東急ロジスティックをグループに迎え入れる。2012年12月に東証二部に上場し、2013年12月に東証一部上場を果たす。2020年には、東芝傘下の東芝ロジスティクスの株式66.6%を約200億円で取得し連結子会社にした。

## 人物
自身が小学生の頃、父親の事業失敗を経験し、自身も家庭を支えるべく中学時代からアルバイトに明け暮れていたという。